# Nina Mozetič
Nina Mozetič, née le 21 septembre 1983, est une sportive slovène pratiquant le kayak.

## Palmarès

### Championnats du monde de canoë-kayak slalom
- 2010 à Tacen,  Slovénie
  -  Médaille de bronze en K1 par équipes